# Herba de Sant Gerard
L'herba de Sant Gerard (Aegopodium podagraria), és una espècie de planta apiàcia perenne que creix en llocs a l'ombra. És l'espècie tipus del gènere Aegopodium. És planta nativa d'Euràsia i ha estat introduïda arreu del món com planta ornamental, de vegades es considera planta invasora exòtica.
També es troba en els Països Catalans.

## Descripció
A. podagraria arriba a fer 100 cm d'alt i té rizomes. Les seves flors són blanques i disposades en umbel·la terminal.

## Ús ornamental
La forma variegada és cultiva com planta ornamental.

## Ús alimentari i medicinal
Les fulles tendres són comestibles.
Com medicinal s'ha usat contra la gota i artritis. Ingerides, les fulles són laxants i lleugerament sedants, el seu ús medicinal està en declivi. Aquesta planta es troba asilvestrada en els voltants de molts monestirs antics i Hildegard von Bingen l'anomenava Physica.